# Ivanoe Bonomi
Ivanoe Bonomi (Mantua, 18 de octubre de 1873-Roma, 20 de abril de 1951) fue un político italiano integrado en el socialismo revisionista. Fue Presidente del Consejo de Ministros de 1921 a 1922 y de 1944 a 1945, y presidente del Senado en 1948.

## Biografía política
Bonomi fue elegido como diputado en las filas socialistas, pero es expulsado del partido en el 1912, por su apoyo a la guerra de Libia. Se une con otras personalidades para formar el Partido Socialista Reformista Italiano (del italiano Partito Socialista Reformista Italiano). Ocupa el cargo de ministro en 1916 y el de Presidente del Consejo de Ministros entre 1921 y 1922.
Apoyó el gobierno liderado por Luigi Facta y en 1924 fue candidato como diputado, aunque fue por el candidato de la Lista Nacional (Lista Nazionale o Listone Mussolini en italiano). Después de la instauración de la dictadura de Mussolini se retiró de la política. Sin embargo, retornó el 25 de julio de 1943. Después de la caída del segundo gobierno de Badoglio, el 18 de junio de 1944, formó un ejecutivo de unidad nacional. Fue obligado a dimitir el 26 de abril del 1945 debido a las discrepancias entre los partidos del CLNAI (Comitato di Liberazione Nazionale)
En el 1947 participó en las conferencias por la paz en cualidad de representante del gobierno italiano. Al año siguiente fue elegido senador en las filas del Partido Socialista Democrático Italiano y poco antes de morir elegido presidente del Senado italiano.
Fue presidente del Partido Socialista Democrático Italiano hasta su muerte.